# Chela (Gliederfüßer)

Gliedmaßen ohne, mit Chela, Subchela und Carpochela

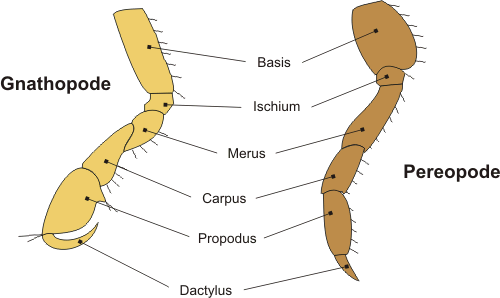
Subchela und einfaches Pereiopod

Als Chela (von lat. chela ‚Klaue‘; pl. chelae) werden bei Gliederfüßern Scheren bzw. Klauen an den Gliedmaßen bezeichnet.
Chelae können in mannigfaltigen Formen vorliegen sowie unterschiedlichen Funktionen dienen. So werden sie u. a. zum Festhalten des Geschlechtspartners, Ergreifen und Zerkleinern von Nahrung sowie zur Abwehr von Feinden oder Rivalen genutzt. Bei den Winkerkrabben haben sie außerdem während der Balz eine Imponierfunktion.
Gemeinsam ist allen Chelae, dass ein bewegliches Glied, der Dactylus, gegen ein steifes Glied, Propodus oder Carpus, bewegt werden kann. Strenggenommen spricht man nur dann von einer Chela, wenn der Propodus proximal verdickt sowie distal verlängert und zugespitzt ist, also in Scherenhand und -finger differenzierbar ist. Bei einer Subchela ist der Dactylus meist zu einem Haken geformt und der Propodus ist an seinem distalen Rand verbreitert. Bei einer Carpochela ist zusätzlich zu Dactylus und Propodus der Carpus Teil des Greiforgans.
Gliedmaßen, die eine Schere besitzen, werden als chelat oder als Cheliped bezeichnet. Dienen chelate Gliedmaßen der Kopfsegmente der Nahrungsaufnahme, bezeichnet man diese auch als Gnathopoden.
Größe, Art und Ausprägung der Scheren war oftmals namengebendes Detail vieler Taxa. So besitzen etwa die Krebse der Achelata keine Scheren und die der Polychelidae Scheren an allen fünf Schreitbeinpaaren; die Chelicerata besitzen sog. Chelicere, mit Chelae versehene Mundwerkzeuge.

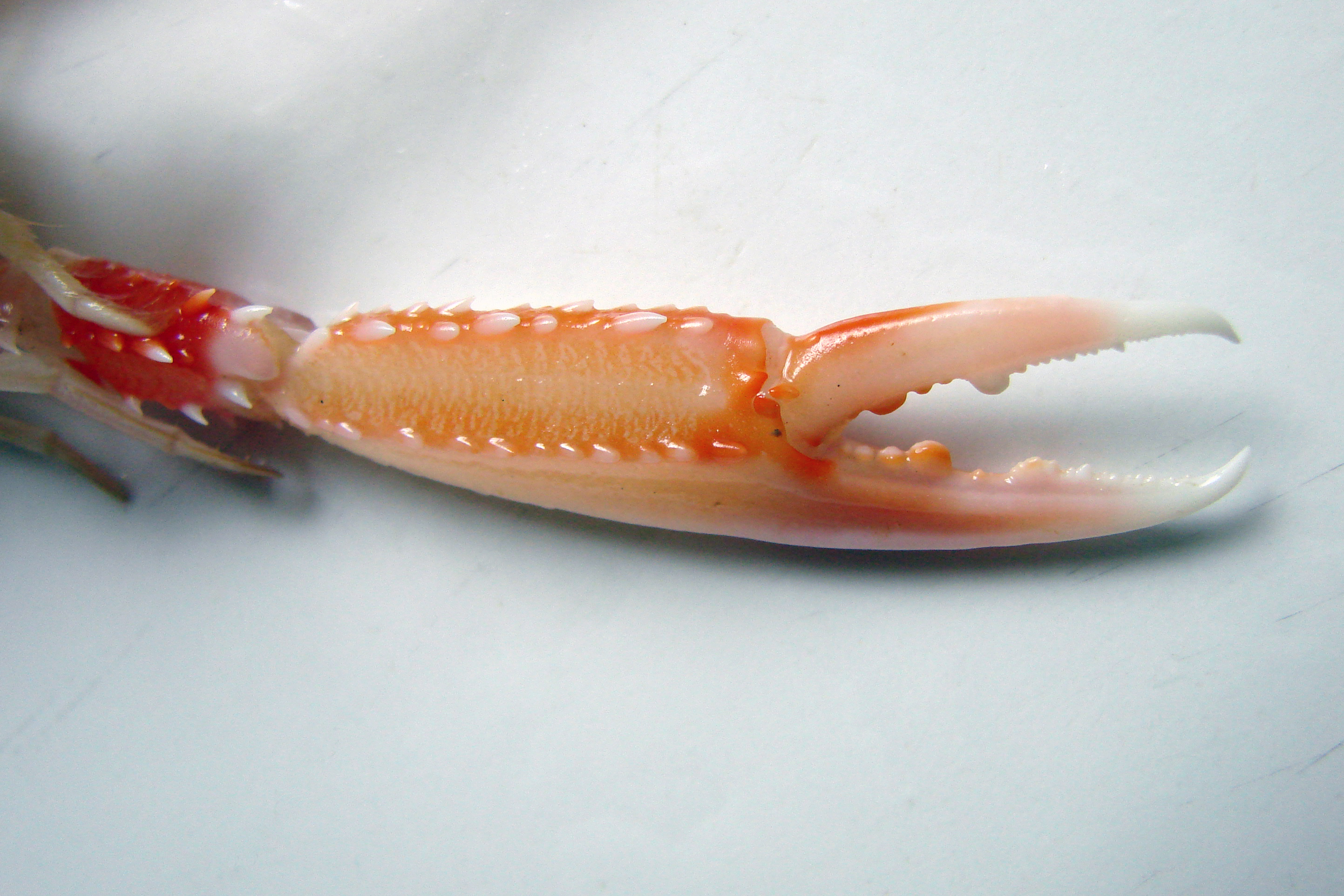
Chela des Kaisergranats
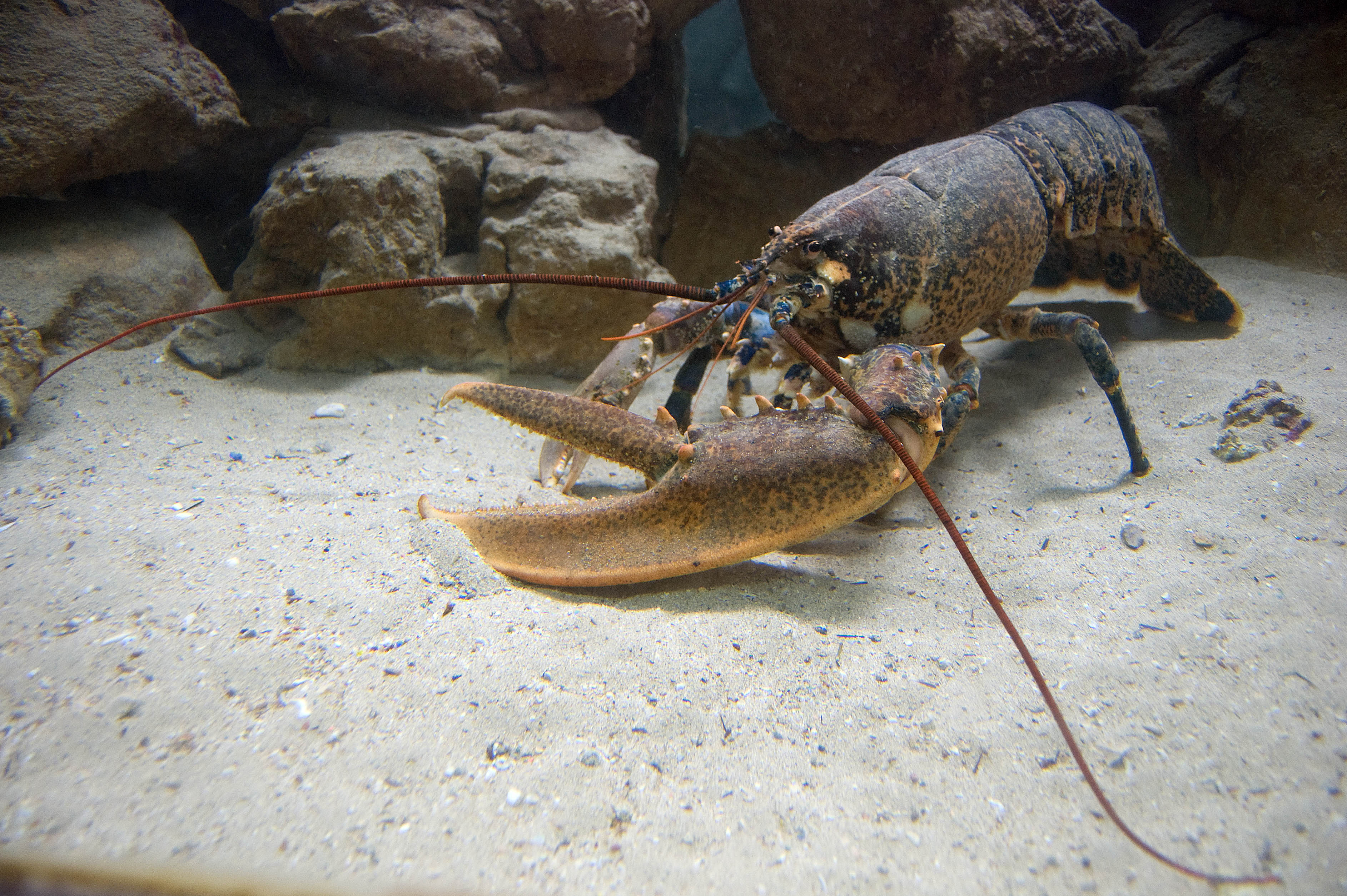
Chela des Europäischen Hummers
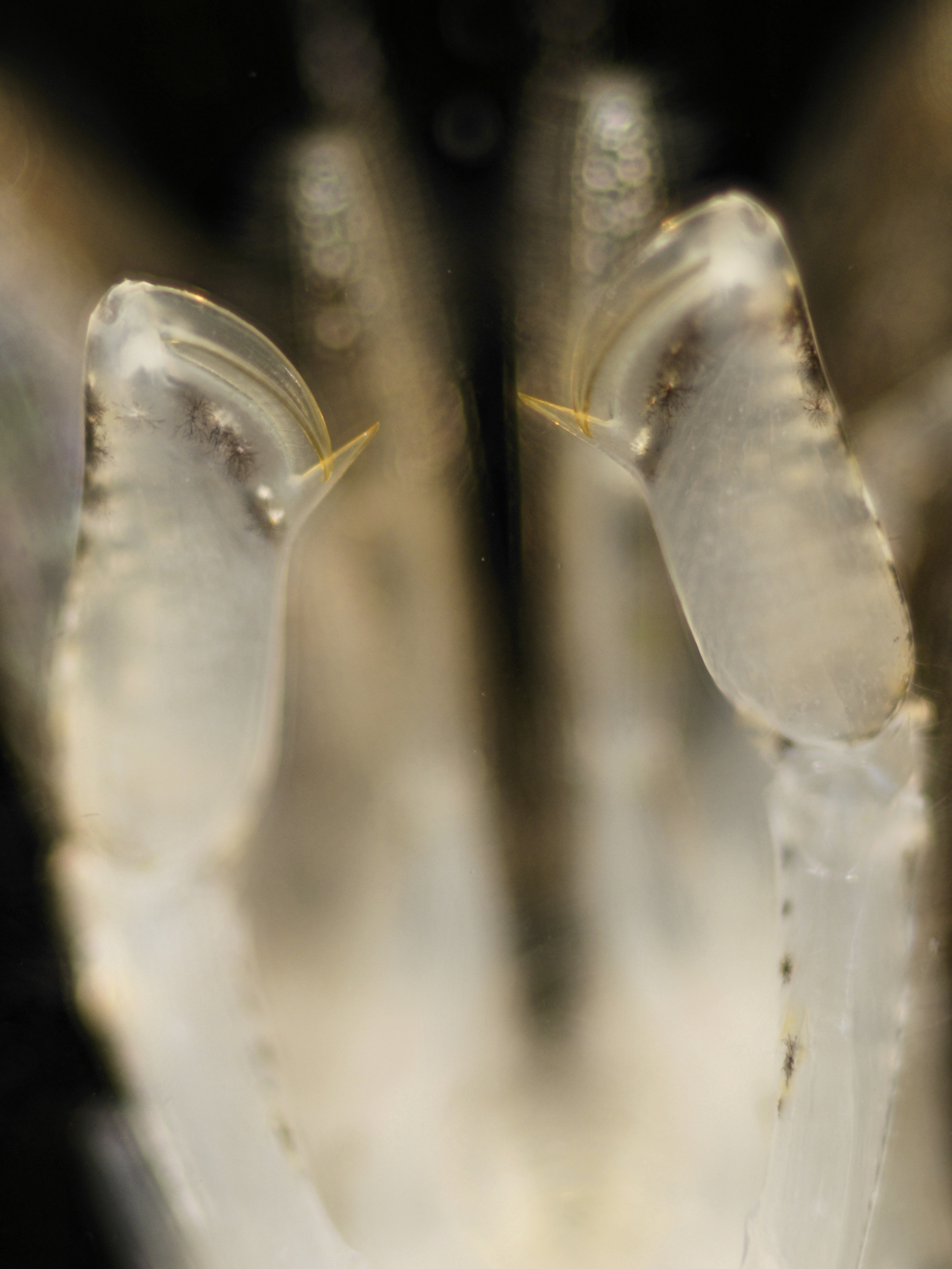
Subchela der Nordseegarnele
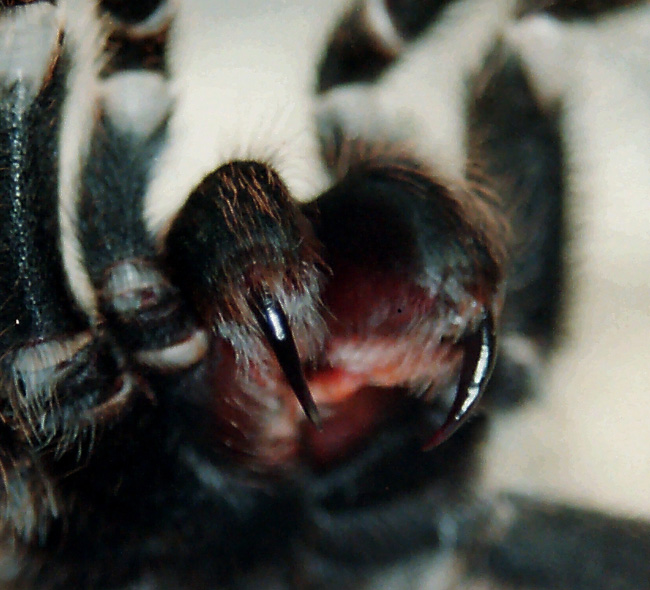
Chelicere der Rote Chile-Vogelspinne